# Mary Dreier
Mary Elisabeth Dreier, född 26 september 1875 i New York, död 15 augusti 1963, var en amerikansk fackföreningsledare.
Dreier, som hade medelklassbakgrund, var ledare för New York Women’s Trade Union League 1906–1914. Hon organiserade okvalificerade kvinnliga arbetare i fackföreningar och stred för lagstiftning i syfte att förbättra arbetsförhållandena. Åren 1911–1915 var hon den enda kvinnliga ledamoten av New York State Factory Investigation, som vid den tiden gjorde  de mest omfattande studierna av industriella förhållanden i USA. Hon sade senare att det var de manliga fackföreningsmedlemmarnas attityd mot sina kvinnliga kollegor som gjorde henne till "a rabid supporter of women". Hon övergick till att vara ordförande i New York City's Woman Suffrage Party och engagerade sig även i delstats- och nationell politik. Hon innehade också många uppdrag i statliga organ och privata organisationer som ägnade sig åt kvinnor och arbete. Senare engagerade hon sig för internationell fred och mot kärnvapen. Hon skrev Barbara Richards, en opublicerad roman om förhållandet mellan arbetar- och medelklasskvinnor samt en biografi över sin syster Margaret Dreier Robins, publicerad 1950.